# Bouvières
Bouvières ist eine südfranzösische Gemeinde im Département Drôme in der Region Auvergne-Rhône-Alpes.

## Geografie
Bouvières liegt etwa sieben Kilometer östlich von Montélimar (Luftlinie). Das Gemeindegebiet hat eine Größe von 25,05 km² und umfasst hauptsächlich landwirtschaftlich genutztes Land und Waldgebiete. Der Fluss Roubion durchquert das Gebiet der Gemeinde Bouvières.

## Bevölkerungsentwicklung
Mit 149 Einwohnern (Stand 1. Januar 2022) gehört die Gemeinde Bouvières zu den kleineren Gemeinden im Département Drôme. 1968 hatte Bouvières noch 196 Einwohner, seitdem hat die Einwohnerzahl konstant abgenommen.
| Jahr                       | 1962 | 1968 | 1975 | 1982 | 1990 | 1999 | 2007 | 2016 |
| Einwohner                  | 209  | 196  | 194  | 181  | 184  | 160  | 153  | 147  |
| Quellen: Cassini und INSEE |      |      |      |      |      |      |      |      |

|  |  |